# インクグロウ
インクグロウ株式会社（英: INCGROW Co.,Ltd.）は、全国の金融機関と提携し、中堅中小企業向けに各種経営支援サービスを提供する会社。

## 沿革
- 1986年 - 株式会社ベンチャー・リンク設立。
- 1990年7月31日 - リンクインベストメント株式会社設立。
- 2010年 - 持株会社制移行につき会員事業を分社化。※リンクインベストメント株式会社に吸収分割。
- 2011年 - MEBOによりグループから独立 [3]。インクグロウ株式会社に商号変更。
- 2019年 - 三島信用金庫と事業承継支援で業務提携。

## 東京ビジネスサミット
東京ビジネスサミットは業種・ジャンルを限定しない異業種交流型の展示会である。全国からさまざまな業種・業態の企業が商品・サービスを携えて集結する。第28回目となる2014年は、10月2日から10月3日に開催された。
同社は、同名の中小企業経営者のためのビジネス情報誌「月刊ビジネスサミット」を発行している。また、全国の地域金融機関（地方銀行、信用金庫、信用組合）が顧客企業の経営支援のために運営している会員組織ビジネスクラブ専用のポータルサイトを運用する。